# 파스파

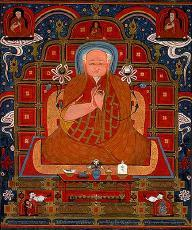

파스파(티베트 문자: འཕགས་པ་, 영문 표기 : 'phags-pa, 한자어 표기 : 八思巴, 1235년~1280년) 또는 팍파(Phagpa)는 라마승으로, 원의 세조(世祖)의 제사(帝師)이며 몽골 신자(新字)의 창작자이다.
몽골 왕실은 라마교를 신봉하여 세조는 파스파를 초청하고 국사(國師) 칭호를 내리어 전체 불교의 총통(總統)으로 삼았다. 라마교에 대한 우대는 국비의 난비(亂費)와 라마승의 횡포·음일(淫逸)을 초래하여 "원의 천하는 거의 대부분 중으로 망한다"라고 평할 만큼 원조 지배 체제를 흔들어 놓았다.

## 같이 보기
- 선정원
- 티베트의 역사